# Miche (equip ciclista)
L'equip Miche va ser un equip ciclista professional italià, encara que al llarg de la seva història va tenir llicència búlgara, polonesa i san-marinenca. Va competir de 2003 a 2012. De 2005 a 2006 gaudia de categoria continental professional, i a partir de 2007 fou rebaixat a la de continental.

## Principals resultats
- Gran Premi de la indústria i el comerç artesanal de Carnago: Christian Murro (2004)
- Volta a Eslovènia: Przemysław Niemiec (2005)
- Volta a Romania: Ivailo Gabrovski (2005)
- Giro de Toscana: Przemysław Niemiec (2006)
- Giro de la Romanya: Eddy Serri (2007)
- Giro del Mendrisiotto: Eddy Serri (2008)
- Ruta del Sud: Przemysław Niemiec (2009)
- Tre Valli Varesine: Davide Rebellin (2011)
- Trofeu Melinda: Davide Rebellin (2011)

### A les grans voltes
- Giro d'Itàlia
  - 0 participacions

- Tour de França
  - 0 participacions

- Volta a Espanya
  - 0 participacions

## Classificacions UCI

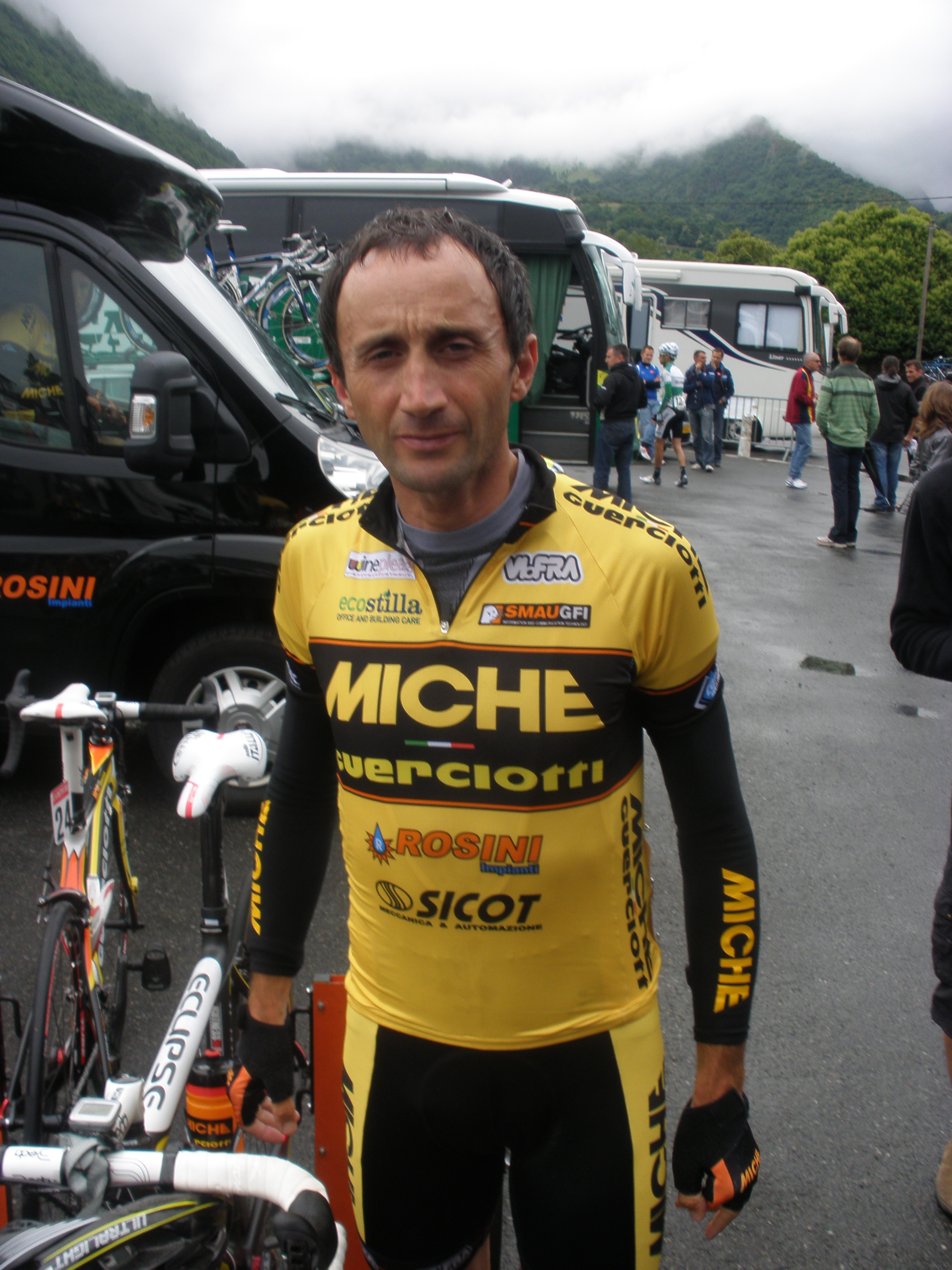
Davide Rebellin amb el mallot de l'equip el 2011

Fins al 1998 els equips ciclistes es trobaven classificats dins l'UCI en una única categoria. El 1999 la classificació UCI per equips es dividí entre GSI, GSII i GSIII. D'acord amb aquesta classificació els Grups Esportius I són la primera categoria dels equips ciclistes professionals. La següent classificació estableix la posició de l'equip en finalitzar la temporada.
| Temporada | Classificació per equips | Millor ciclista en la classificació individual |
| --------- | ------------------------ | ---------------------------------------------- |
| 2003      | 37è (GSIII)              | Balazs Rohtmer (673è)                          |
| 2004      | 16è (GSII)               | Przemysław Niemiec (197è)                      |

A partir del 2005, l'equip participa en els Circuits continentals de ciclisme. La taula presenta les classificacions de l'equip al circuit, així com el millor ciclista individual.
UCI Àfrica Tour
| Temporada | Classificació per equips | Millor ciclista en la classificació individual |
| --------- | ------------------------ | ---------------------------------------------- |
| 2011      | 9è                       | Giuseppe Di Salvo (62è)                        |

UCI Àsia Tour
| Temporada | Classificació per equips | Millor ciclista en la classificació individual |
| --------- | ------------------------ | ---------------------------------------------- |
| 2011      | 30è                      | Stefan Schumacher (90è)                        |

UCI Europa Tour
| Temporada | Classificació per equips | Millor ciclista en la classificació individual |
| --------- | ------------------------ | ---------------------------------------------- |
| 2005      | 35è                      | Przemysław Niemiec (26è)                       |
| 2006      | 35è                      | Przemysław Niemiec (31è)                       |
| 2007      | 33è                      | Massimo Giunti (64è)                           |
| 2008      | 41è                      | Massimo Giunti (47è)                           |
| 2009      | 22è                      | Przemysław Niemiec (35è)                       |
| 2010      | 20è                      | Przemysław Niemiec (24è)                       |
| 2011      | 14è                      | Davide Rebellin (3r)                           |
| 2012      | 125è                     | Nicola Dal Santo (1141è)                       |